# سفارة السويد في البوسنة والهرسك
سفارة السويد في البوسنة والهرسك هي أرفع تمثيل دبلوماسي لدولة السويد لدى البوسنة والهرسك. تقع السفارة في سراييفو وهي تهدف لتعزيز المصالح السويدية في البوسنة والهرسك.

## وصلات خارجية
- قائمة سفارات السويد
- قائمة السفارات في البوسنة والهرسك